# Архаров Микола Петрович
Мико́ла Петро́вич Арха́ров (рос. Архаров Николай Петрович; 7 травня 1740 — січень 1814) — державний діяч Російської імперії, генерал від інфантерії, оберполіцмейстер Москви, генерал-губернатор Санкт-Петербурга.
Вважається, що родоначальник Архарових виїхав наприкінці XIV чи на початку XV ст. з Литви в Росію, з князями Патрикеєвими, нащадками Гедиміна.